# Rosch haNikra
Rosch haNikra (hebräisch רֹאשׁ הַנִּקְרָה Rosch ha-Niqrah, deutsch ‚Haupt der Felsenhöhle‘; arabisch رأس الناقورة Raʾs an-Nāqūra) ist ein Ort am Mittelmeer bei Naharija in Nordisrael, unmittelbar an der libanesischen Grenze.

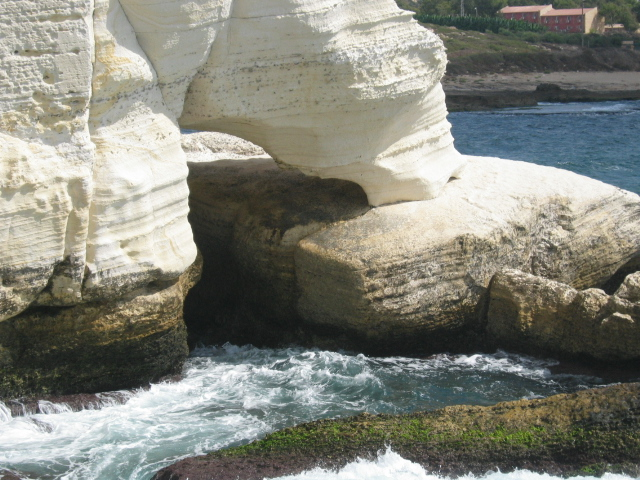
Kalkfelsen von Rosch haNikra

Grotte unter den Felsen in Rosch haNikra

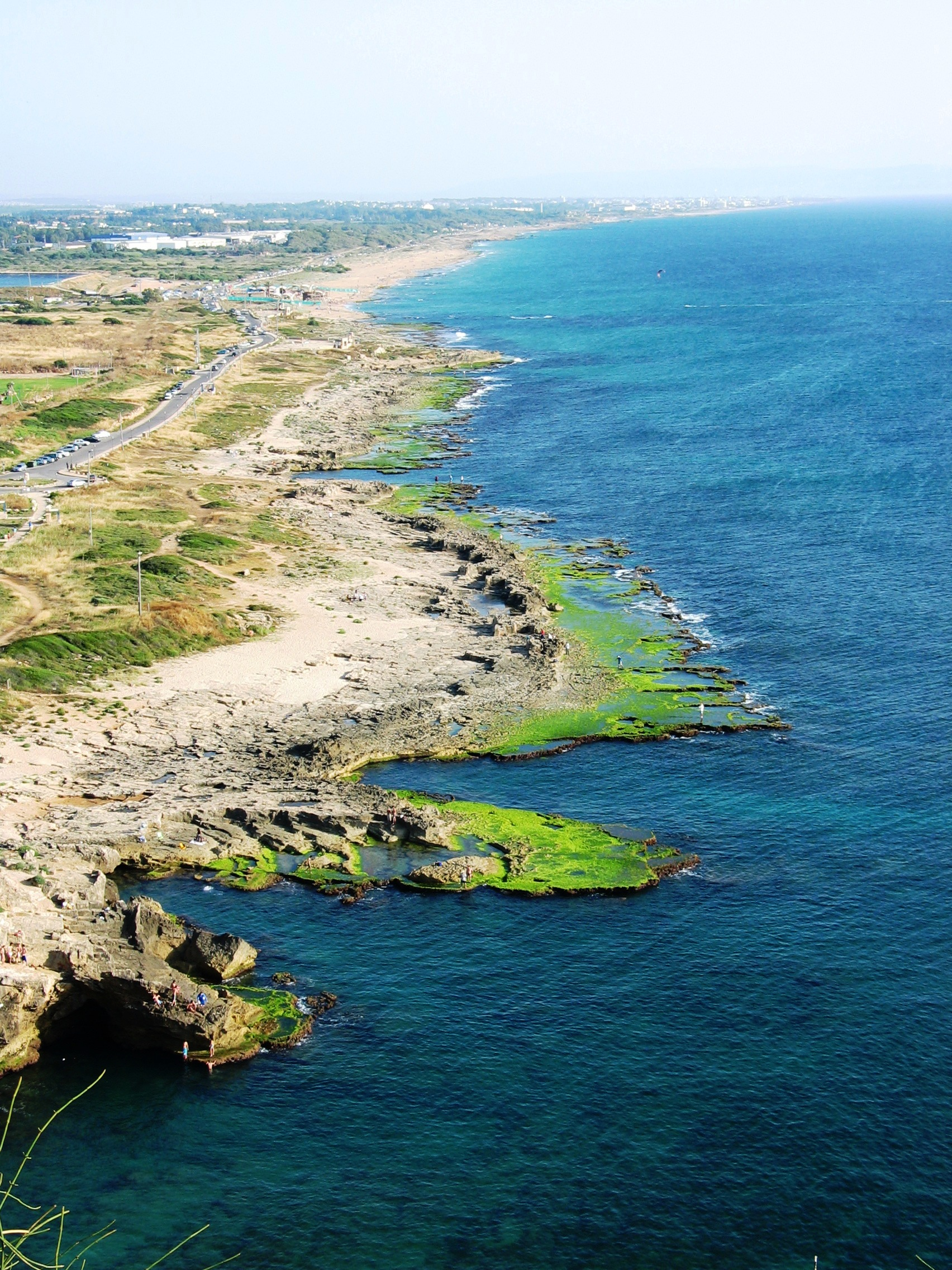
Meeresansicht von Rosch haNikra aus

## Geschichte
An dieser Stelle befand sich seit der frühen Bronzezeit ein Ort, der in der Bibel Misrephoth-Maim (Josua 11,8; 13,6) genannt wird. Die archäologische Stätte (Tel) liegt heute im Gebiet des Kibbuz Rosch haNikra (s. u.). Dokumente und Zeichnungen weisen darauf hin, dass bereits 332 v. Chr. auf Befehl Alexanders des Großen ein erster Tunnel durch den Fels gegraben wurde, um seinen Truppen auf dem Rückweg von der phönizischen Stadt Tyros einen Durchgang zu schaffen.
Zur Zeit des britischen Mandats für Palästina wurde eine erste befestigte Straße gebaut, die durch den Fels führte. Auch wurden Grenzposten und Zollamt installiert. Im Zweiten Weltkrieg trieben die Briten einen 250 m langen Tunnel für die Bahnstrecke Haifa–Beirut–Tripoli durch die Felsen, um Kriegsmaterial von Ägypten aus nach Norden zu senden. Während des Krieges um Israels Unabhängigkeit von 1948 wurden die Eisenbahnbrücken von der israelischen Palmach in den Grotten gesprengt, um einer libanesischen Invasion durch den Tunnel vorzubeugen.
Aufgrund der Grenze trennt eine Mauer den Tunnel in einen etwa 200 m langen israelischen und etwa 50 m langen libanesischen Teil.
Bei einem Angriff von Terroristen auf einen israelischen Bus in der Nähe von Rosch haNikra wurden am 12. März 2002 sechs Israelis getötet und mindestens sieben weitere verletzt. Bei den Opfern handelte es sich um Yehudit Cohen 33, Lynne Livneh 49, und ihre 17-jährige Tochter Atara, Ofer Kenrick 44, German Rozhkov 25 und Alexei Kotman 29.

## Kibbuz
Nahe der Felsen besteht seit 1949 der Kibbuz (Kfar) Rosch HaNikra, der im Tourismus einen wesentlichen Wirtschaftszweig hat; der Kibbuz war maßgeblich an der Erschließung der Höhlen beteiligt und betreibt die touristischen Einrichtungen. Im Jahr 2018 hatte der Kibbuz 1365 Einwohner.

## Sehenswürdigkeit
Bekannt ist Rosch haNikra wegen seiner weißen Kalkfelsen, die häufig von Touristen besucht werden. Am Fuß der Felsen hat das Mittelmeer Grotten und Höhlen ausgespült, die mit der Rosch-haNikra-Seilbahn ebenfalls zugänglich gemacht wurden. Ein Fußpfad führt auf insgesamt 400 m Länge durch die Grotten, welche durch ca. 200 m Tunnel miteinander verbunden sind.

## Weitere Bilder

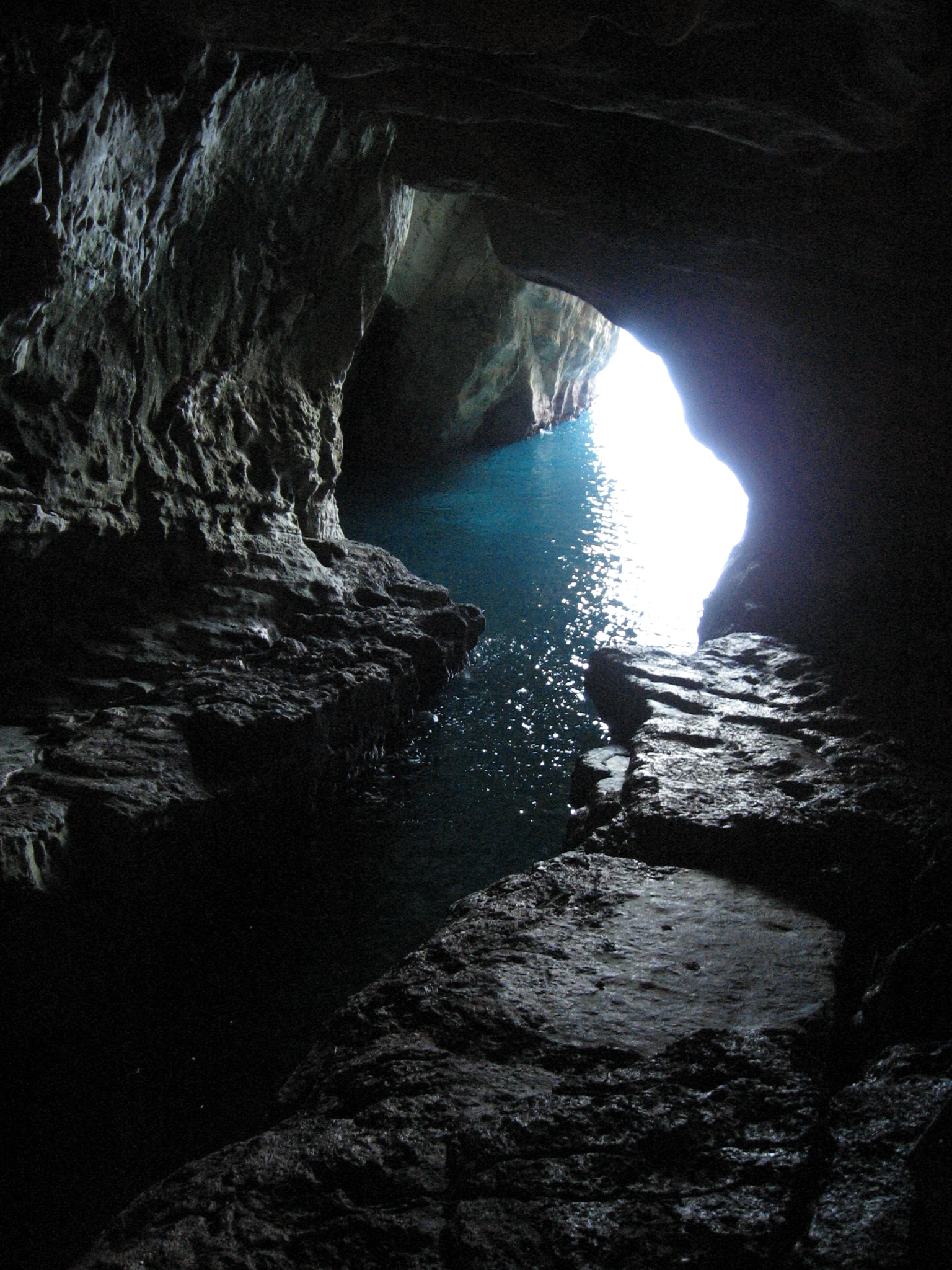
Grotte in den Kalksteinfelsen von Rosch haNikra
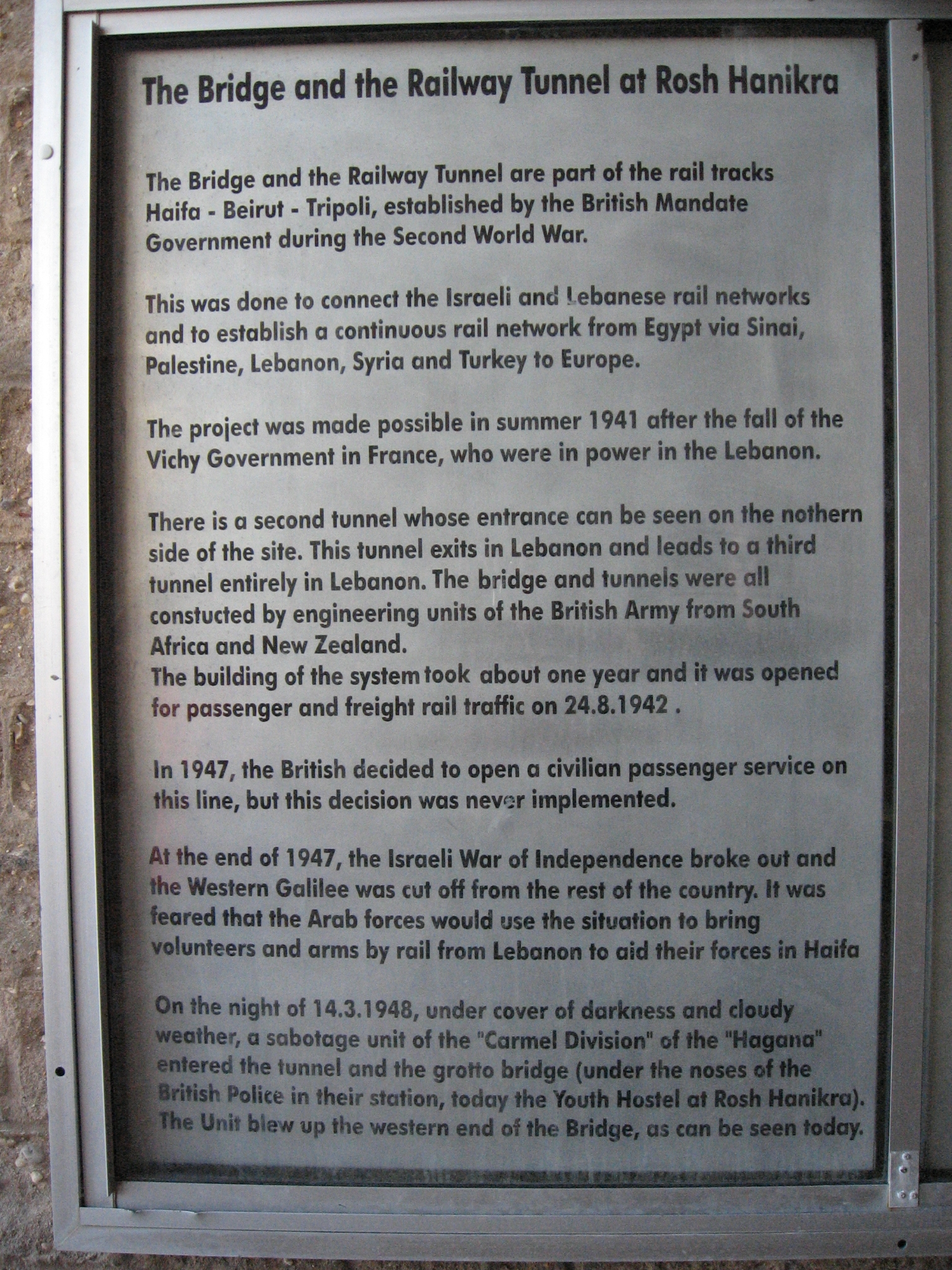
Gedenktafel in Rosch haNikra
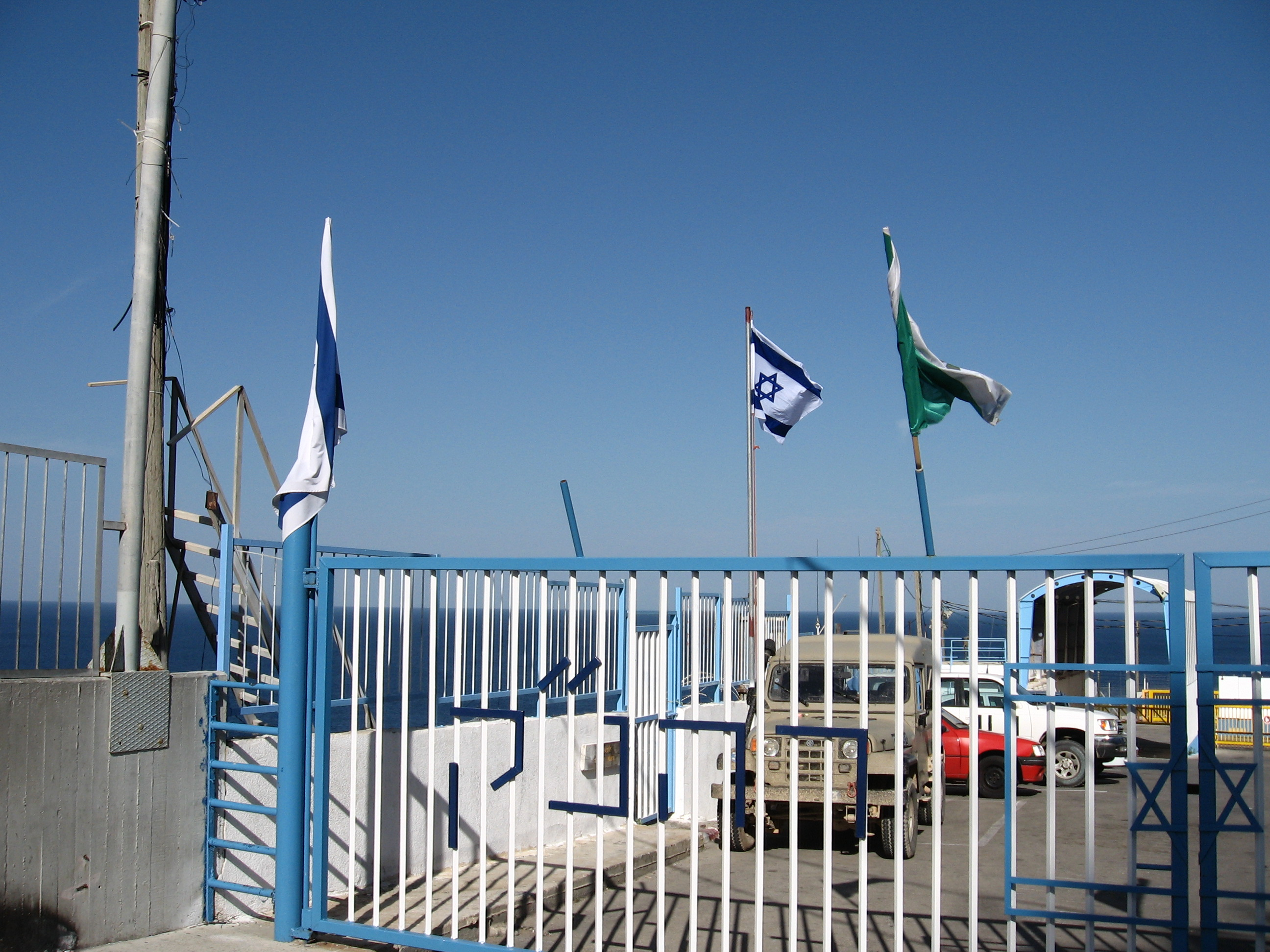
Grenzübergang zwischen Israel und Libanon in Rosch haNikra
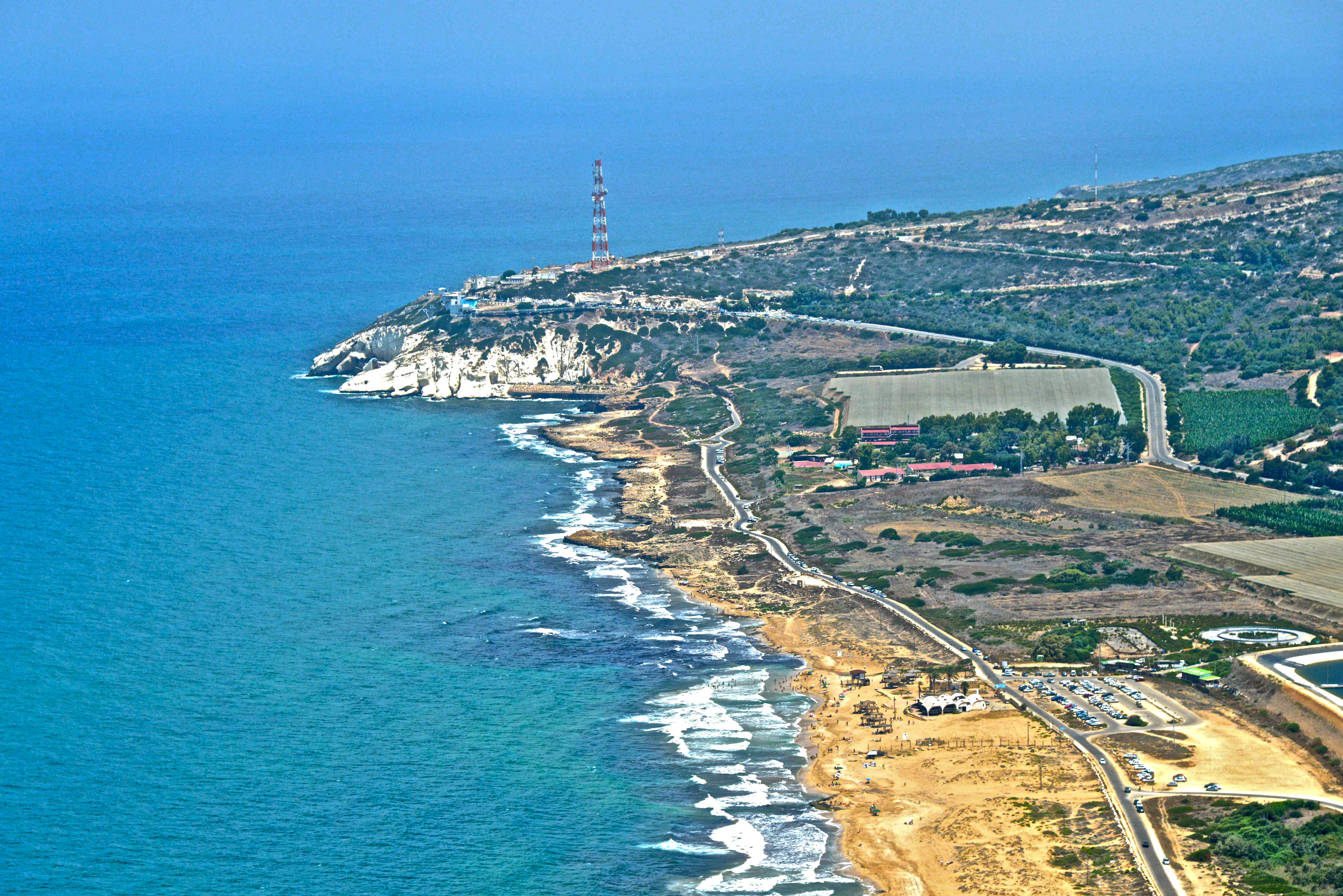
Luftaufnahme von Rosch haNikra (von Süden nach Norden)
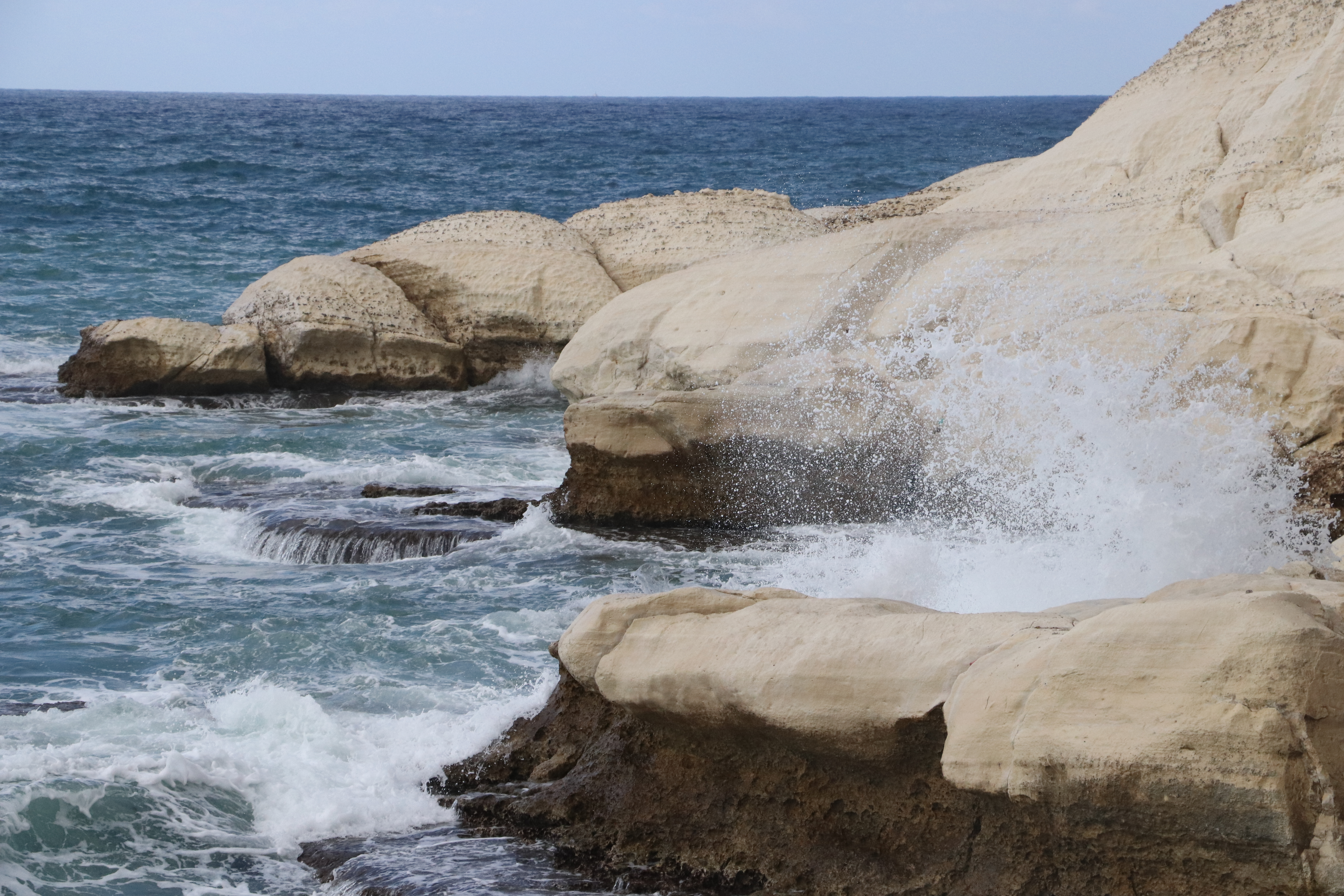
Rosch haNikra